# Toyota Premio et Allion
Les Premio et Allion sont des berlines moyennes techniquement similaires, à vocation familiale, commercialisées par le constructeur japonais Toyota et destinées au marché japonais. Seuls quelques détails esthétiques les distinguent l'une de l'autre.
Il s'agit des descendantes de la Corona et indirectement de la Carina (remplacée, elle, directement par l'Avensis en Europe). La première génération est sortie fin 2001. Actuellement, les Premio et Allion en sont leur deuxième génération.

## Première génération (2001 - 2007)

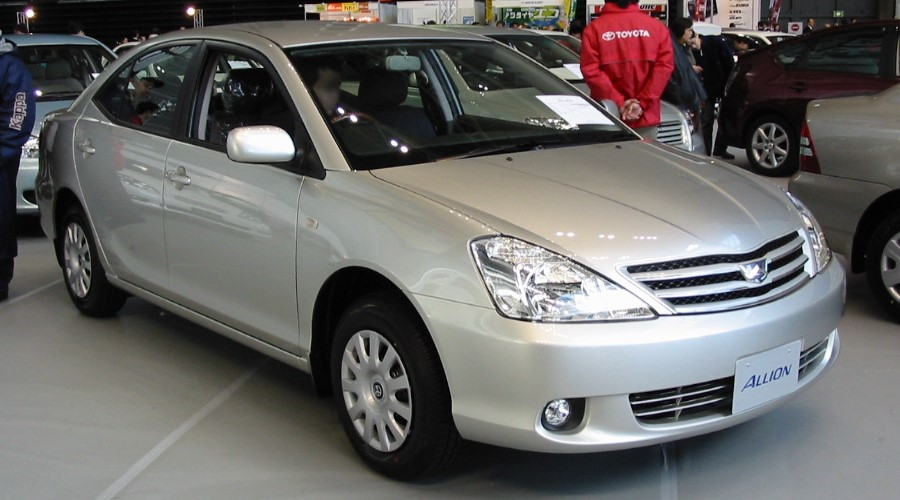
Allion première génération.

La première génération de Premio et Allion arrive en toute fin d'année 2001, le 25 décembre. Il s'agit de berlines conventionnelles, traction, à 4 portes, sans dérivé break ou coupé. L'Allion, qui se distinge par des optiques avant légèrement étirées, vise une clientèle plus jeune et attaque avec un prix d'accès légèrement inférieur à celui de la Premio de base.
Trois moteurs essence sont proposés : un 1,5 litre, un 1,8 litre et un 2 litres. Seul le 1,8 litre peut être livré avec les quatre roues motrices. La clientèle japonaise goûtant peu les boîtes manuelles, les Premio et Allion ne sont livrées qu'en boîte automatique à 4 rapports avec les moteurs 1.5 et 1.8, ou avec un variateur (CVT) sur le 2 litres.
Chacune de ces berlines, exclusivement vendues au Japon, vise 3 500 ventes mensuelles. Score qui sera dépassé les deux premières années, et même très largement la première année.
| Année | Allion | Premio |
| ----- | ------ | ------ |
| 2002  | 49 975 | 58 800 |
| 2003  | 43 878 | 43 987 |
| 2004  | 38 302 | 35 765 |
| 2005  | 37 570 | 33 706 |
| 2006  | 27 913 | 31 909 |

## Deuxième génération (depuis 2007)

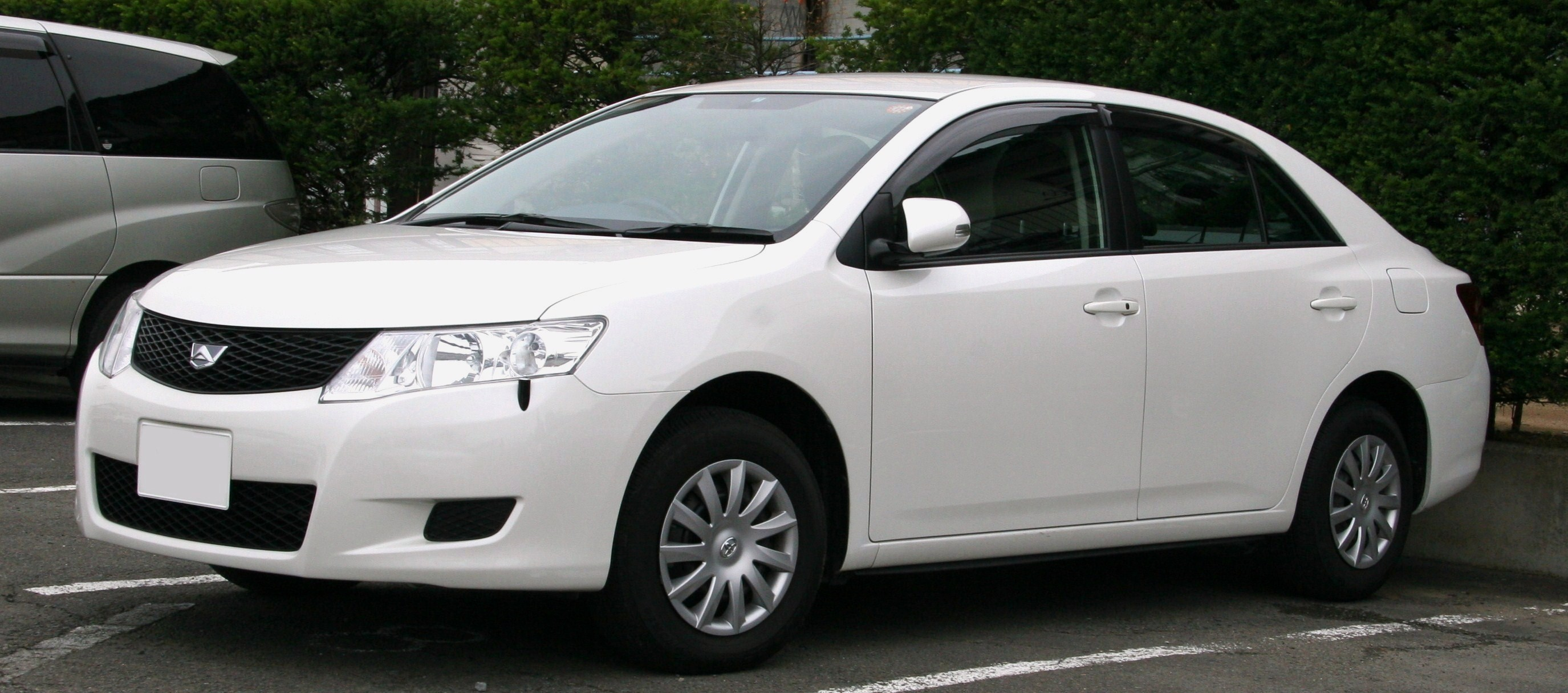
Allion deuxième génération.

Les Premio et Allion sont renouvelées en même temps et commencent leur nouvelle vie le 4 juin 2007. La plate-forme est conservée et il s'agit en fait surtout d'un recarrossage. La ligne, bien qu'agréable, reste classique, et toujours uniquement à 4 portes.
Les moteurs affichent des cylindrées équivalentes à celles des premières générations. Ils sont pourtant tous récents, gagnent un peu en puissance et en sobriété et ne s'accouplent désormais plus qu'exclusivement à une boîte automatique à variateur (CVT). Seul le 1,8 litre reste proposé en version quatre roues motrices. Le réservoir, de 60 litres, est commun à toute la gamme.
Encore une fois, l'Allion vise une clientèle moins bourgeoise que la Premio et présente un prix d'appel de 1 690 000 ¥ lorsque la Premio ne descend pas sous les 1 810 000 ¥ (prix à juillet 2011).
Toyota tablait sur une carrière plus modeste pour cette deuxième génération de Premio et Allion avec une moyenne de 3 000 ventes par mois pour chaque modèle. Objectif finalement tout juste respecté en 2007 et assez loin d'être atteint les années suivantes.
| Année | Allion | Premio |
| ----- | ------ | ------ |
| 2007  | 33 361 | 38 161 |
| 2008  | 28 538 | 32 037 |
| 2009  | 14 058 | 25 325 |
| 2010  | 24 446 | 26 244 |